# Polizeiruf 110: Der scharlachrote Engel
Der scharlachrote Engel ist ein Fernsehfilm aus der ARD-Krimireihe Polizeiruf 110. Der Film wurde im Auftrag des BR unter der Regie von Dominik Graf produziert und am 20. Februar 2005 erstmals in der ARD als 263. Folge der Krimireihe ausgestrahlt. Es ist der zwölfte Fall des Münchner Polizeiruf-Ermittlers Jürgen Tauber und der neunte Fall für seine Kollegin Jo „Josephine“ Obermaier.

## Handlung
Kommissar Tauber erhält einen Anruf, bei dem eine junge Frau angibt, jemanden tödlich verletzt zu haben. Bei der Suche am vermeintlichen Tatort ist allerdings außer einer Blutspur nichts zu finden. Die Anruferin, "Flo" Engelhard, lebt ihre erotischen Bedürfnisse vor einer Webcam aus. Doch ihre Umwelt hat sie dadurch weit weniger unter Kontrolle als vermutet, wie die beiden Münchner Kommissare bald feststellen. Einer der Männer, für die Flo auf Anweisung strippt, durchbricht die Anonymitätsgrenze und bedrängt sie mit seinem erotischen Begehren. Massiv von ihm bedroht schießt sie auf ihn. Sie bezichtigte telefonisch sich selber, einen gewissen Will Gérard tödlich verletzt zu haben. Als Jürgen Tauber und seine Kollegin Jo Obermaier die Wohnung der Anruferin durchsuchen, gibt es zwar eine Blutspur, aber diese verliert sich im Nichts. Eine Leiche können sie nicht finden.
Als der für tot gehaltene Gérard plötzlich wieder auftaucht, sorgt er in einer Gerichtsverhandlung für eine unerwartete Wende des Falles. Staatsanwältin und Richterin sind ratlos: Er wird vom Vorwurf der Vergewaltigung an Flo freigesprochen. Das Urteil hat für Jürgen Tauber und Jo Obermaier eklatante Folgen: Der Freigesprochene dringt in die Wohnung ein, in der Flo und Tauber sich aufhalten. Er wird gewalttätig, schlägt Tauber ohnmächtig und bedrängt Flo, die ihn nunmehr wirklich tötet und diesmal telefonisch Kommissarin Obermaier unterrichtet.

## Kritik
Rainer Tittelbach von Tittelbach.tv schreibt anerkennend „Dominik Graf ist eine Institution innerhalb der deutschen Film- und Fernsehlandschaft. Ein Regisseur, der gerne Neues ausprobiert und Probleme mit der gängigen political correctness hat. Ein unbestechlicher Realist, dessen Heimat der Polizeifilm ist. ‚Der scharlachrote Engel‘ mit Edgar Selge und Nina Kunzendorf ist ein Juwel der Münchner ‚Polizeiruf‘-Reihe.“